# دايفيد نوكس
دايفيد نوكس (بالإنجليزية: David Knox)‏ هو مدرب رياضي أسترالي، ولد في 3 أغسطس 1963 في Randwick City Council ‏ في أستراليا.

## وصلات خارجية
- دايفيد نوكس عل موقع إسبنسكروم (الإنجليزية)
- دايفيد نوكس على موقع ItsRugby.co.uk (الإنجليزية)